# هانگدو جی‌ال-۸
هانگدو جی‌ال-۸ (انگلیسی: Hongdu JL-8) یک هواپیمای آموزشی ساخت شرکت هانگدو چین است. این هواپیما دارای یک موتور با قدرت ۱۶ کیلونیوتون است و سرعت آن در محدوده زیر صوت طبقه‌بندی می‌شود.

## نگارخانه

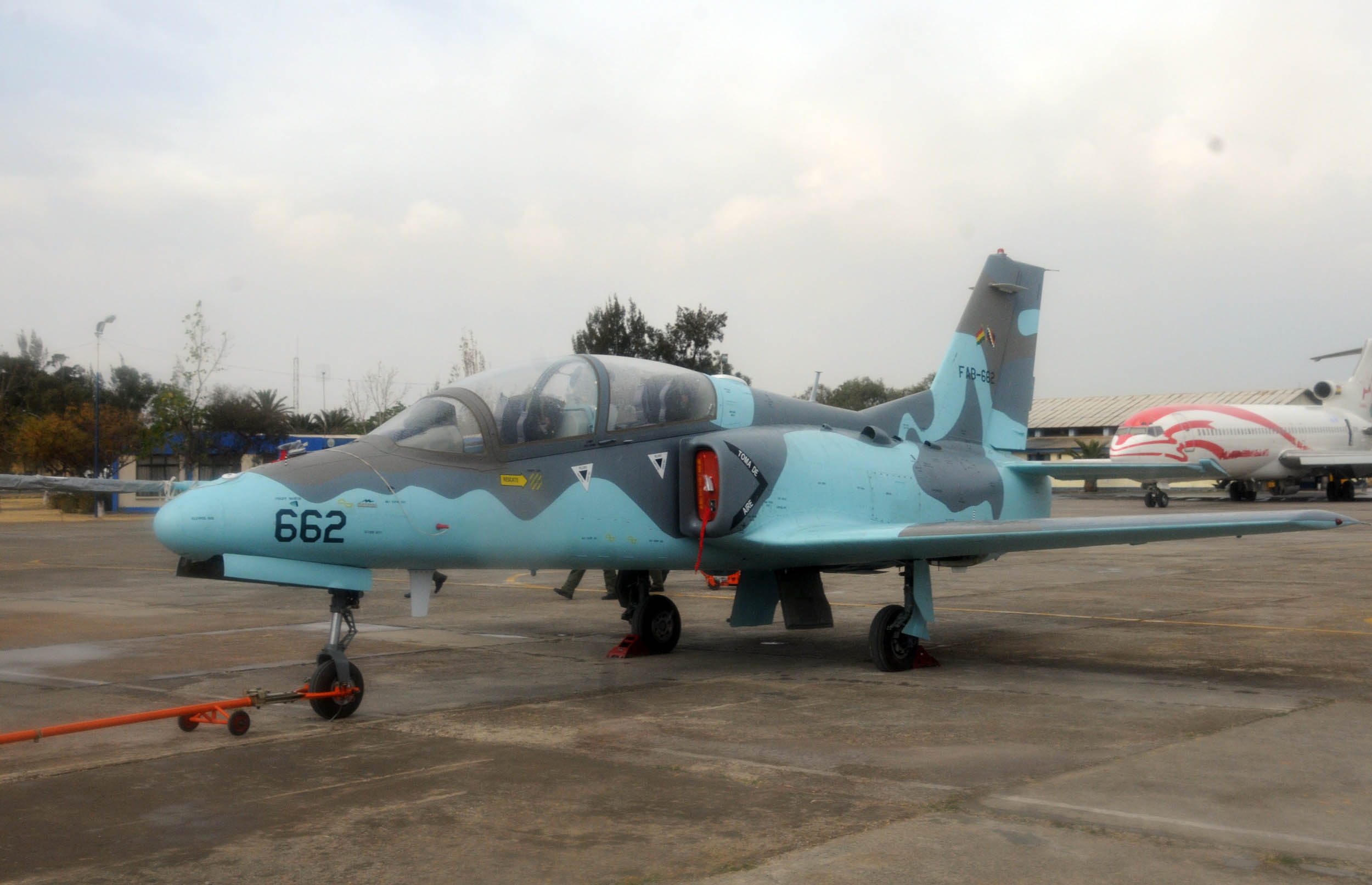
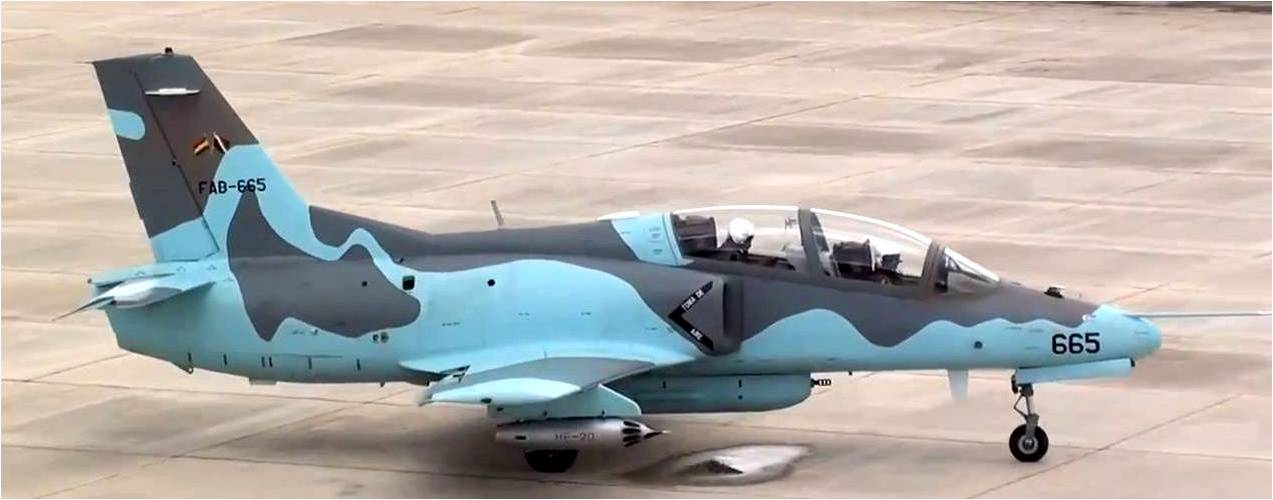
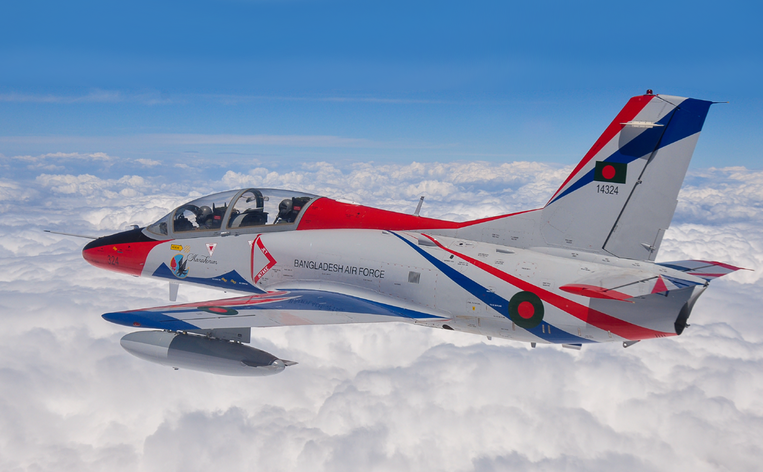
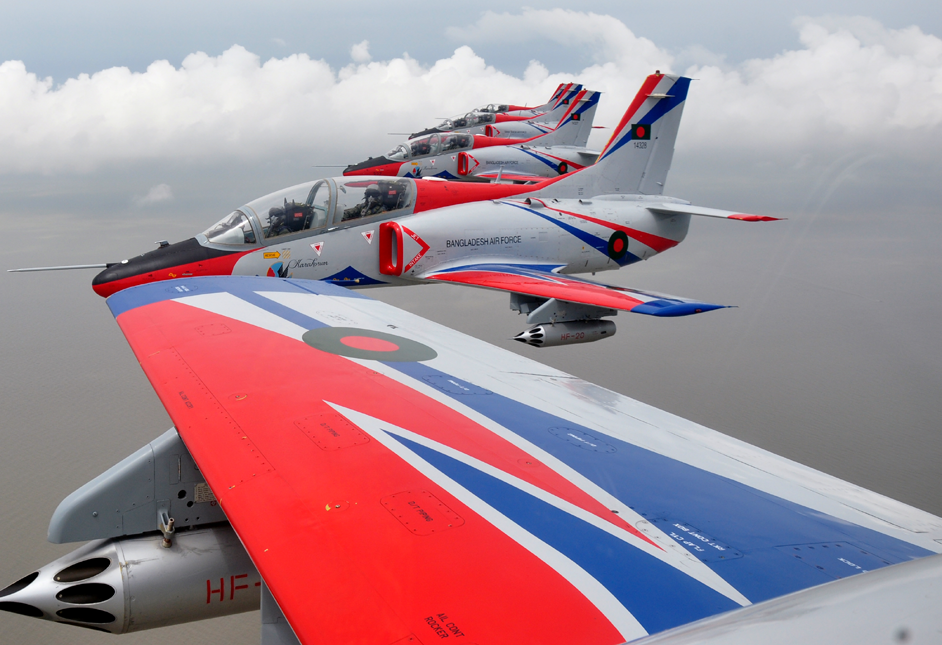
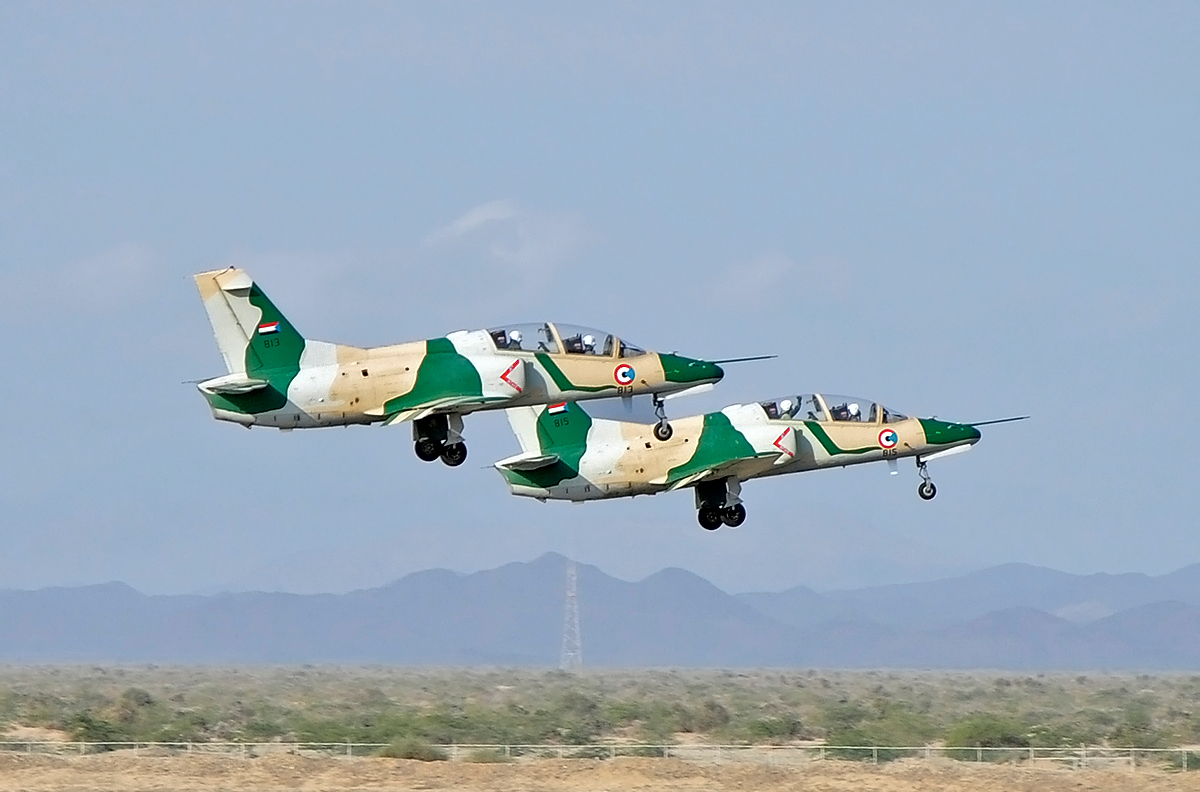
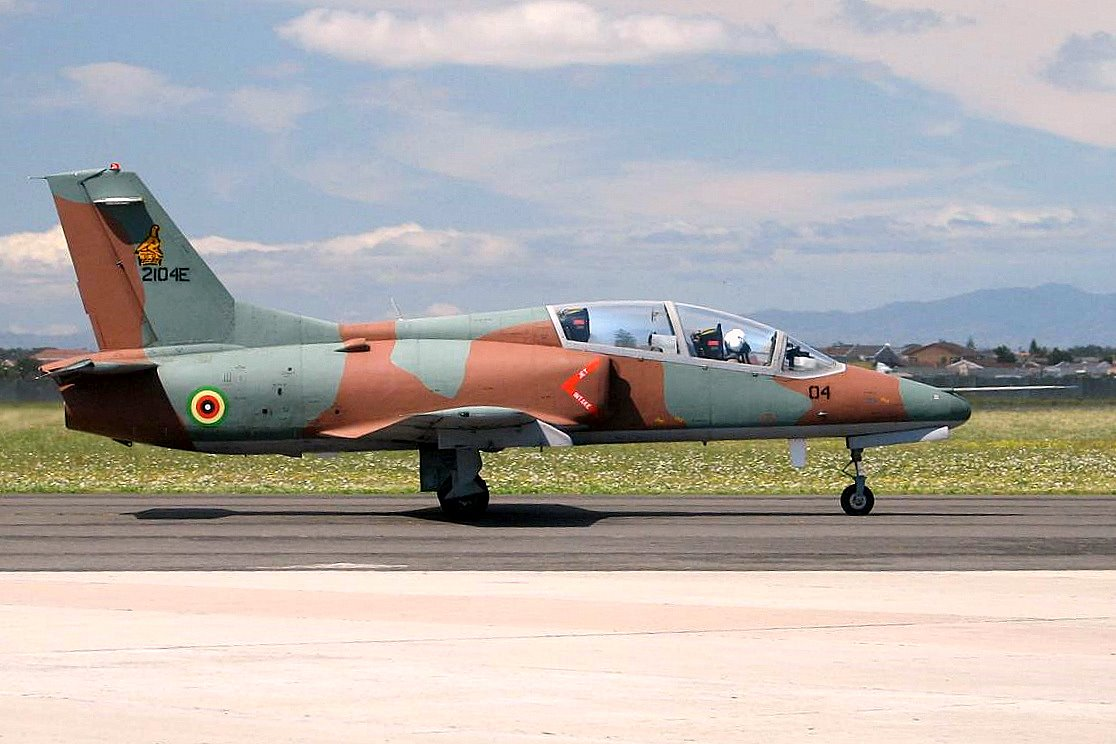

## مشخصات
داده‌ها از Pakistan Aeronautical Complex Kamra - Karakoram-8 (K-8) Aircraft, Jane's Aircraft Recognition Guide
ویژگی‌های عمومی
- خدمه: 2
- طول: ۱۱٫۶ متر (۳۸ فوت ۱ اینچ)
- پهنای بال: ۹٫۶۳ متر (۳۱ فوت ۷ اینچ)
- ارتفاع: ۴٫۱ متر (۱۳ فوت ۵ اینچ)
- وزن خالی: ۲٬۶۸۷ کیلوگرم (۵٬۹۲۴ پوند)
- بیشترین وزن برخاست: ۴٬۳۳۰ کیلوگرم (۹٬۵۴۶ پوند)
- پیشرانه: ۱ عدد توربوفن engine Honeywell TFE731-2A, ۱۶٫۰۱ کیلونیوتن (۳٬۶۰۰ پوند-نیرو) thrust

عملکرد
- حداکثر سرعت: ۸۰۰ کیلومتر بر ساعت (۵۰۰ مایل بر ساعت، ۴۳۰ گره)
- حداکثر سرعت: ۰٫۷۵ ماخ
- بُرد: ۲٬۲۵۰ کیلومتر (۱٬۴۰۰ مایل، ۱٬۲۱۰ مایل دریایی)
- حداکثر ارتفاع: ۱۳٬۰۰۰ متر (۴۳٬۰۰۰ فوت)
- حد شتاب جی: +7.33 -3.0
- بارگیری بال: ۲۵۴٫۴۰ کیلوگرم بر متر مربع (۵۲٫۱۱ پوند بر فوت مربع)